# Paolo Colombo (calciatore)
Paolo Colombo (fl. XX secolo) è stato un calciatore italiano, di ruolo difensore.

## Carriera
Con il Legnano disputa due campionati, il primo Prima Divisione 1921-1922 con 4 presenze e 2 reti, 7 gare nel campionato di Prima Divisione 1922-1923. Nel 1928 viene messo in lista di trasferimento dall'Abbiategrasso.